# Knud Erik Kirkegaard
Knud Erik Kirkegaard, né le 17 mai 1942, est un homme politique danois membre du Parti populaire conservateur (KF), ancien ministre et ancien député au Parlement (le Folketing). 